# 台湾千年健
台湾千年健（学名：Homalomena kelungensis），或稱基隆扁叶芋，是臺灣特有的天南星科千年健属的植物，目前尚未由人工引种栽培。